# Carlos IV do Sacro Império Romano-Germânico
Carlos IV (Praga, 14 de maio de 1316 – Praga, 29 de novembro de 1378), nascido como Venceslau, teve um longo e bem sucedido reinado e foi o Imperador Romano-Germânico, Rei da Itália de 1355 até sua morte, além de Rei da Boêmia e Germânia a partir de 1346, e Conde de Luxemburgo entre 1346 e 1353. Era filho do rei João da Boêmia e sua esposa Isabel da Boêmia.

## Vida
Nascido em Praga como Venceslau, mais tarde escolheu o nome de Carlos após uma ida à França, na corte de seu tio, Carlos IV da França, onde permaneceu sete anos.
Carlos recebeu uma educação francesa e tornou-se fluente em cinco línguas: Latim, Checo, Alemão, Francês e Italiano. Em 1331 ganhou alguma experiência de guerra com seu pai na Itália. A partir de 1333, administrou as terras da coroa da Boêmia devido à frequente ausência de seu pai e mais tarde pela sua visão em deterioração. Em 1334, foi nomeado marquês da Morávia, um título tradicional para os herdeiros da coroa. Dois anos mais tarde tomou o governo de Tirol em nome de seu irmão João Henrique, e em breve tornou-se ativo na luta pela posse do condado.